# Lobelia vanreenensis
Lobelia vanreenensis är en klockväxtart som först beskrevs av Carl Ernst Otto Kuntze, och fick sitt nu gällande namn av Karl Moritz Schumann. Lobelia vanreenensis ingår i släktet lobelior, och familjen klockväxter. Inga underarter finns listade i Catalogue of Life.